# سید مجتبی عبداللهی
سید مجتبی عبداللهی (زاده ۱۳۳۱ تهران) سرتیپ پاسدار فرماندهی انتظامی جمهوری اسلامی ایران است، که در فاصله سالهای ۱۳۸۴ تا ۱۳۹۱ فرماندهی یگان ویژه نیروی انتظامی را برعهده داشت. وی هم‌اکنون به‌عنوان مشاور فرمانده کل انتظامی فعالیت می‌کند.
عبداللهی پس از وقوع انقلاب به عضویت کمیته انقلاب اسلامی درآمد. وی در خلال جنگ ایران و عراق از اعضای سپاه پاسداران انقلاب اسلامی بود و فرماندهی لشکر ۲۸ روح‌الله را برعهده داشت.